# Тарніца (Хунедоара)
Тарніца (рум. Tarnița) — село у повіті Хунедоара в Румунії. Входить до складу комуни Бучеш.
Село розташоване на відстані 306 км на північний захід від Бухареста, 35 км на північ від Деви, 78 км на південний захід від Клуж-Напоки, 148 км на схід від Тімішоари.

## Населення
За даними перепису населення 2002 року у селі проживала 371 особа. Усі жителі села рідною мовою назвали румунську.
Національний склад населення села:
| Національність | Кількість осіб | Відсоток |
| -------------- | -------------- | -------- |
| румуни         | 365            | 98,4%    |
| цигани         | 6              | 1,6%     |